# Melchior Josef Martin Knüsel
Melchior Josef Martin Knüsel ( 16 de Novembro de 1813 - 1899) foi um político da Suíça.
Ele foi eleito para o Conselho Federal suíço em 14 de Julho de 1855 e terminou o mandato a 31 de Dezembro de 1875.
Melchior Josef Martin Knüsel foi Presidente da Confederação suíça em 1861 e 1866.